# Monte Campomolon
Il monte Campomolon (1.853 m s.l.m.) è una montagna dell'altopiano di Folgaria nelle Prealpi Venete. Si trova in provincia di Vicenza tra i comuni di Arsiero e Tonezza del Cimone.
Il monte è stato fortificato con la costruzione di un forte ed è stato teatro di combattimenti durante la I guerra mondiale.

## Alpinismo
Il Monte Campomolon cade sulla Valdastico con un lungo e possente versante meridionale di roccia stratificata, ben visibile anche da Arsiero.
La prima salita della parete meridionale avvenne nel 1936, da parte di B. Giordani e F. Padovan, che scalarono il difficile canalone che, dalla grande cengia boscosa alla base della parete, dà accesso alla sommità, oggi itinerario comunemente seguito per l'accesso alle vie. Successivamente, nel 1966, B. Fontana e P. Meneghini scalarono la parete sud-ovest per un itinerario impegnativo, dedicato a Ottorino Vettori (140 m; V e A1), facendo da apripista per una sistematica esplorazione dei versanti del monte, infatti sempre B. Fontana con S. Offelli scalò anche l'affilato spigolo sud (180 m; VI e A1). Nel 1975 fu la volta di Renato Casarotto, assieme ad U. Simeoni, che aprirono una nuova e difficile via accanto alla precedente (160 m; VI). 
Dal 1978, anno dell'apertura della via Cafelate da parte di F. Zuccolo e R. Borgato (180 m; VI e A2), il Campolongo divenne meta prediletta, come il vicino Monte Cengio, delle imprese del gruppo roccia 4 Gatti, che aprirono su queste pareti Tempi Duri (180 m; VII e A2); Pink Lemon (180 m; VII-); Mango Papaya (160 m; VI+ e A1); S-ciantisi (160 m; VI+ e A1) e molte altre.